# Robledo de Corpes (kommunhuvudort)
Robledo de Corpes är en kommunhuvudort i Spanien.   Den ligger i provinsen Provincia de Guadalajara och regionen Kastilien-La Mancha, i den centrala delen av landet, 100 km nordost om huvudstaden Madrid. Robledo de Corpes ligger 1 148 meter över havet och antalet invånare är 107.
Terrängen runt Robledo de Corpes är huvudsakligen kuperad, men åt sydost är den platt. Runt Robledo de Corpes är det mycket glesbefolkat, med 2 invånare per kvadratkilometer. Närmaste större samhälle är Atienza, 11,0 km nordost om Robledo de Corpes. Omgivningarna runt Robledo de Corpes är i huvudsak ett öppet busklandskap.